# Голеневський Іван Кіндратович
Голеневський Іван Кіндратович (*1723, Київ – †після 1786) – співак, поет і перекладач з латинської та польської мов. Вихованець Києво-Могилянської академії.

## Біографія
Народився у сім’ї київського ремісника. Близько 1733 вступив до Києво-Могилянської академії, закінчив майже повний курс навчання. Курс піїтики слухав у С. Ляскоронського. Можливо, саме від нього засвоїв барокову стилістику, яка дуже помітна в його одах, написаних у Санкт-Петербурзі. В той час у КМА викладав також відомий представник нової школи поетики Г. Слонимський, який, безумовно, також мав вплив на формування Голеневського як поета.
Іван Кіндратович мав чудовий тенор, співав у хорі Києво-Могилянської академії. Його голосом, як казали сучасники, «від Бога» захоплювалися кияни, й на концертах в КМА, де він співав, зали були переповнені. Збереглися свідчення старого київського міщанина за 1809, де він згадує, що Голень, тобто Голеневський, співав краще за А. Веделя. О. Г. Розумовський, в минулому сам співак, 1744 запросив його до Санкт-Петербурга. У придворному хорі Голень був солістом 26 років, отримуючи платню 70 руб. Неодноразово намагався залишити Санкт-Петербург, але його не відпускали. 
1764 звернувся до духівника імператриці Катерини ІІ Ф. Кубинського, з яким навчався у КМА, щоб той допоміг отримати місце наглядача театру; 1769 Голеневський просив у імператриці Катерини II місце секретаря Державної медичної колегії або поштмейстера в Московській ямській конторі. Але лише 1770 після «спаду голосу» його звільнено в чині прапорщика з винагородою в 300 рублів і призначено колезьким перекладачем з латинської та польської мов (які вивчив досконало ще в КМА) до Псковської губернської канцелярії. 
1779 звільнився через хворобу очей та отримав призначення до Курського наміси, перекладачем. З 1780 — титульний радник. З 1785 виконував обов’язки судді Тульської нижньої розправи.

## Творчість
Голеневський — автор кількох од, присвячених переважно правлячим особам Московії: імператриці Єлизаветі Петрівні (1751; 1754; 1762) та імператриці Катерині II (1762; 1772). Проживаючи в Санкт-Петербурзі, періодично друкувався у журналах «Ежемесячные сочинения» і «Трутень». В «Оде на день коронации Екатерины» (1762) засуджував польських конфедератів за насильницькі дії проти українців та їхньої віри. 1774 він переклав з польської мови промову єпископа Мстиславського, Оршанського і Могильовського Г. Кониського, з яким разом навчався у КМА, до короля Станіслава-Авґуста Понятовського про утиски православних у Польщі.